# Elleanthus strobilifer
Elleanthus strobilifer är en orkidéart som först beskrevs av Eduard Friedrich Poeppig och Stephan Ladislaus Endlicher, och fick sitt nu gällande namn av Heinrich Gustav Reichenbach. Elleanthus strobilifer ingår i släktet Elleanthus och familjen orkidéer. Inga underarter finns listade i Catalogue of Life.